# Klaus Wallas
Klaus Wallas (ur. 27 października 1947 w Saalfelden am Steinernen Meer) – austriacki judoka, wrestler i strongman.

## Życiorys
Klaus Wallas uczestniczył w Letnich Igrzyskach Olimpijskich 1976, w judo.

## Osiągnięcia strongman
- 1986
  - 6. miejsce - Mistrzostwa Świata Strongman 1986
- 1987
  - 7. miejsce - Mistrzostwa Europy Strongman 1987